# Coccinia grandiflora
Coccinia grandiflora ist eine Pflanzenart aus der Familie der Kürbisgewächse (Cucurbitaceae) aus Ostafrika.

## Merkmale
Coccinia grandiflora ist eine ausdauernde krautige Kletterpflanze mit bis zu 20 m langen Sprossachsen. Die Blätter sind wechselständig, besitzen einen 2,5 bis 13 cm langen Stiel und sind einfach. Die Blattspreite ist 12 bis 20 Zentimeter lang und 11 bis 20 Zentimeter breit und oft handförmig gelappt. Die meist fünf, stumpfen bis spitzen und feinstachelspitzigen Lappen sind ganzrandig bis feingesägt, -gezähnt. Stängel, Blattstiel und Blätter sind meist kahl, in Exemplaren in Höhenlagen können weiche weiße Haare auf dem Stiel sowie der Unterseite von Blattstiel und Blatt auftreten. Coccinia grandiflora hat ungleichmäßig zweigeteilte Ranken. An den Knoten stehen bis zu 5 mm lange „Probrakteen“.
Die Art ist zweihäusig getrenntgeschlechtig (diözisch). Die gestielten Blüten stehen in beiden Geschlechtern meist einzeln in Blattachseln, selten in wenigblütigen Büscheln, Trauben. Die kahlen Blüten sind fünfzählig mit doppelter Blütenhülle und der Kelch und die Krone sind jeweils miteinander zu einem kleinen Kelch-Kronbecher verwachsen. Die schmalen Zipfel des Blütenkelchs sind 4 bis 13 mm lang. Die Blütenkrone ist 4 bis 6 cm lang und apricot- bis cremefarben. Die drei Staubblätter sind zu einer Säule mit einem kugeligen Antherenkopf verwachsen. In weiblichen Blüten sind es drei kleine sterile Staubblätter (Staminodien). Der Fruchtknoten ist dreiteilig, unterständig und trägt zahlreiche Samenanlagen. Es gibt einen Griffel mit drei zweilappigen Narben.
Die kahle, glatte Frucht ist eine fleischige, (scharlach-)rote Panzerbeere von bis 30 cm Länge und zylindrischer Form. Sie ist rund 2 bis 4 cm im Durchmesser.

## Verbreitung
Die Art ist vor allem in den Tieflandregenwäldern und Ostafrikas verbreitet, vereinzelt auch in tieferen Lagen von Bergregenwäldern und in laubabwerfenden Wäldern, die aus degradierten Wäldern entstanden sind. Sie kommt zwischen 30 und 1900 m Höhe in Südost-Kenia, Tansania und in den Bergen Malawis und zwischen Simbabwe und Mosambik vor.

## Nutzung
Über die Nutzung der Art gibt es unterschiedliche Angaben. Teilweise wird sie als giftig, teilweise als essbar bezeichnet. Die gekochten Blätter werden zum Teil auch gegen Fieber eingesetzt.

## Systematik und Evolution
Molekularen Analysen zufolge ist Coccinia grandiflora nahe mit der ähnlich verbreiteten Coccinia schliebenii verwandt. Die beiden Regenwaldarten evolvierten nach Holstein und Renner von Vorfahren, die in eher trockeneren laubabwerfenden Wäldern vorkommen.